# Buick Enclave
Buick Enclave — повнорозмірний кросовер створений в травні 2007 року компанією Buick, підрозділ концерну General Motors як модель 2008 року.

## Перше покоління (2007—2017)

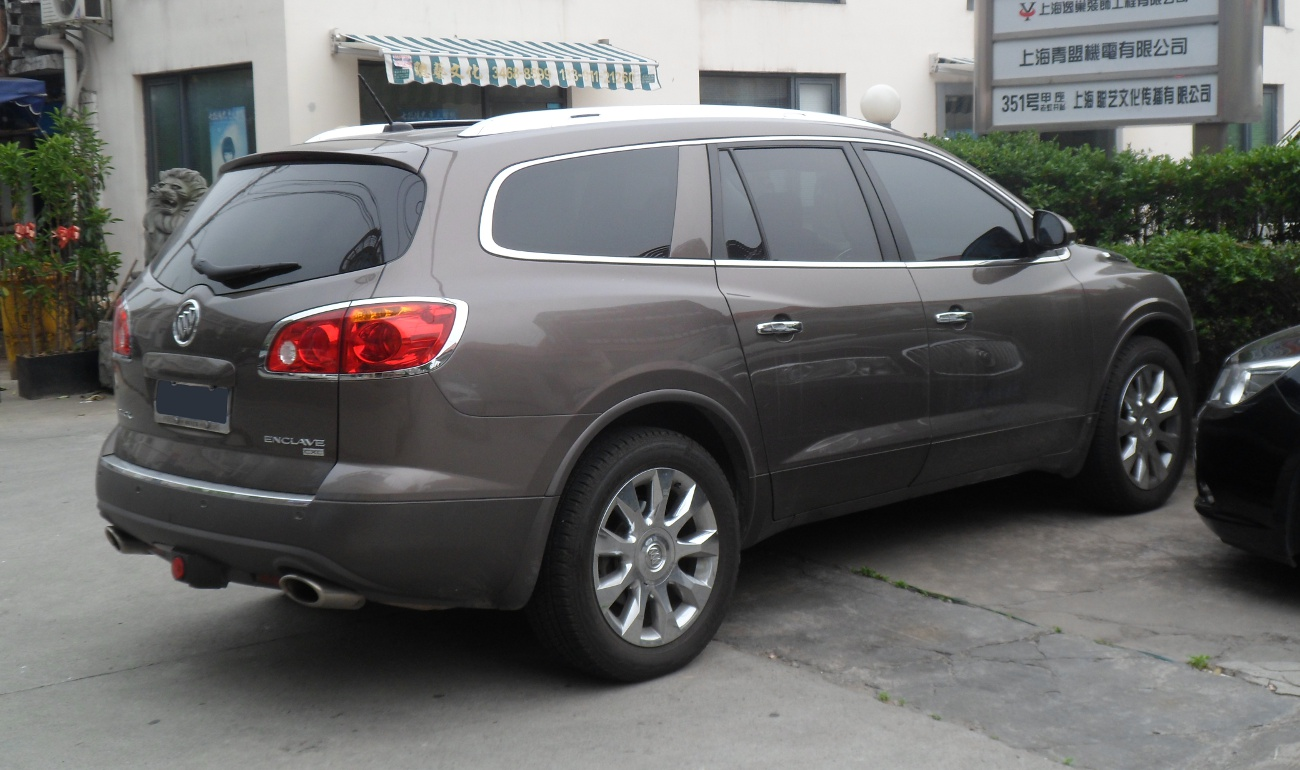

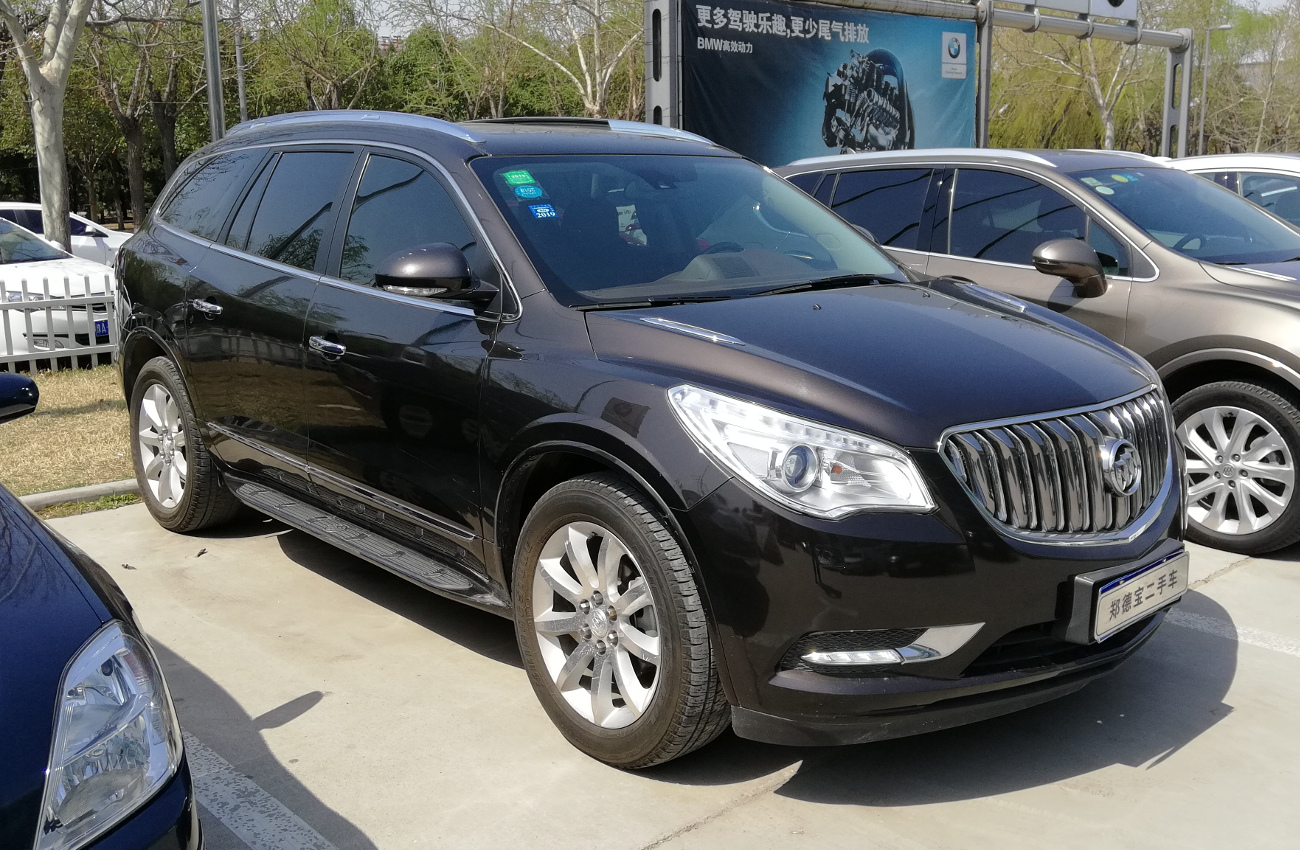
Buick Enclave (2012-2017)

Buick Enclave, GMC Acadia, Chevrolet Traverse і Saturn Outlook побудовані на платформі GM Lambda. Buick Enclave був представлений в 2006 році на Північноамериканському міжнародному автосалоні, як концепт-кар, що робить його першим автомобілем побудованим на платформі Lambda. Buick Enclave частково заснований на основі концепт-кару Buick Centieme, що показали в 2003 році на автосалоні в Детройті. 

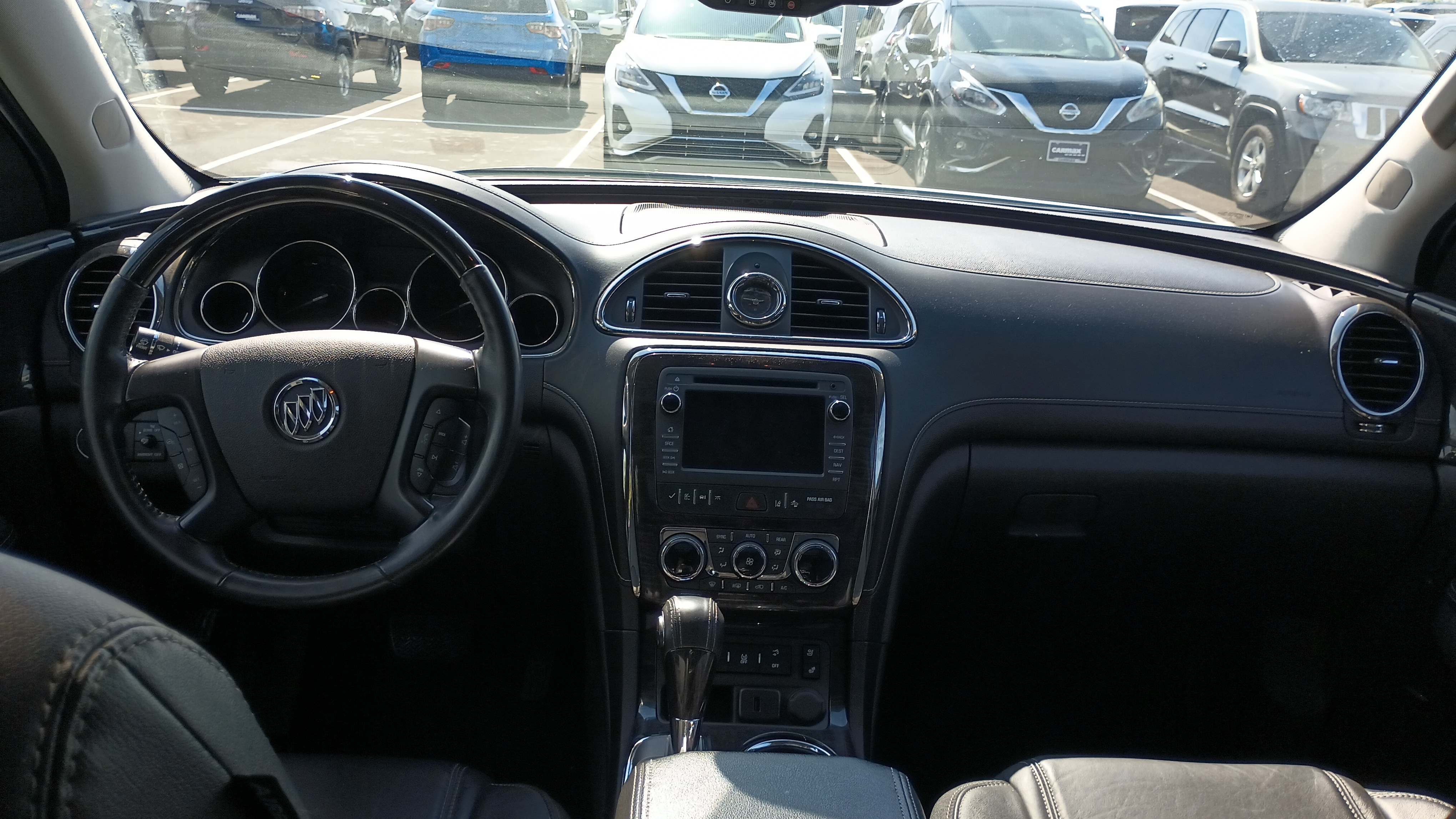

Buick Enclave замінив обидва позашляховики Buick, Buick Rendezvous та Buick Rainier, а також мінівен Buick Terraza.
У 2012 році модель оновили, змінивши зовнішній вигляд і оснащення.

### Двигуни
- 3.6 л LY7 V6 275 к.с.
- 3.6 л LLT V6 288 к.с.

## Друге покоління (2017―2024)

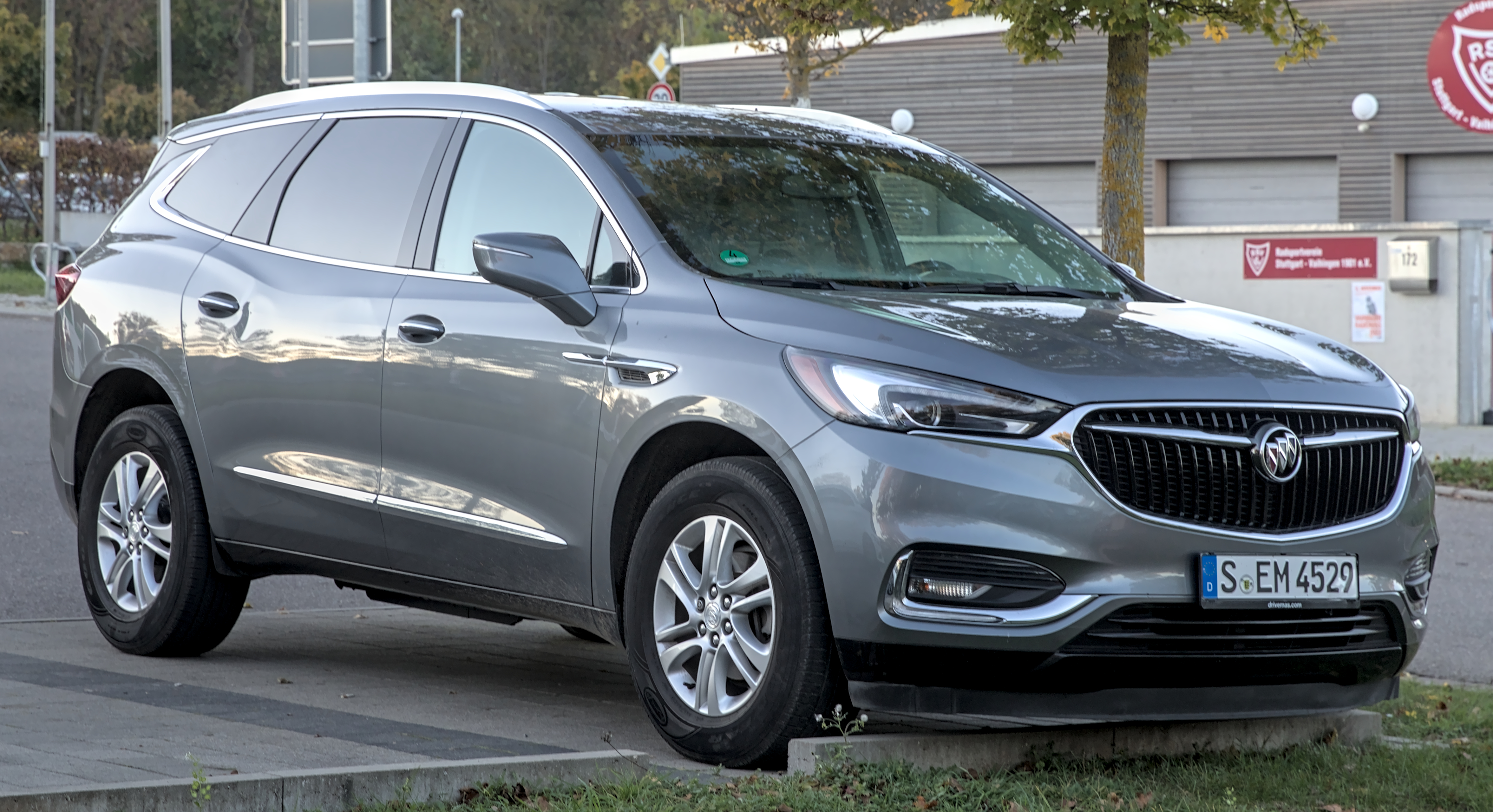
Buick Enclave ІІ (2017-2021)

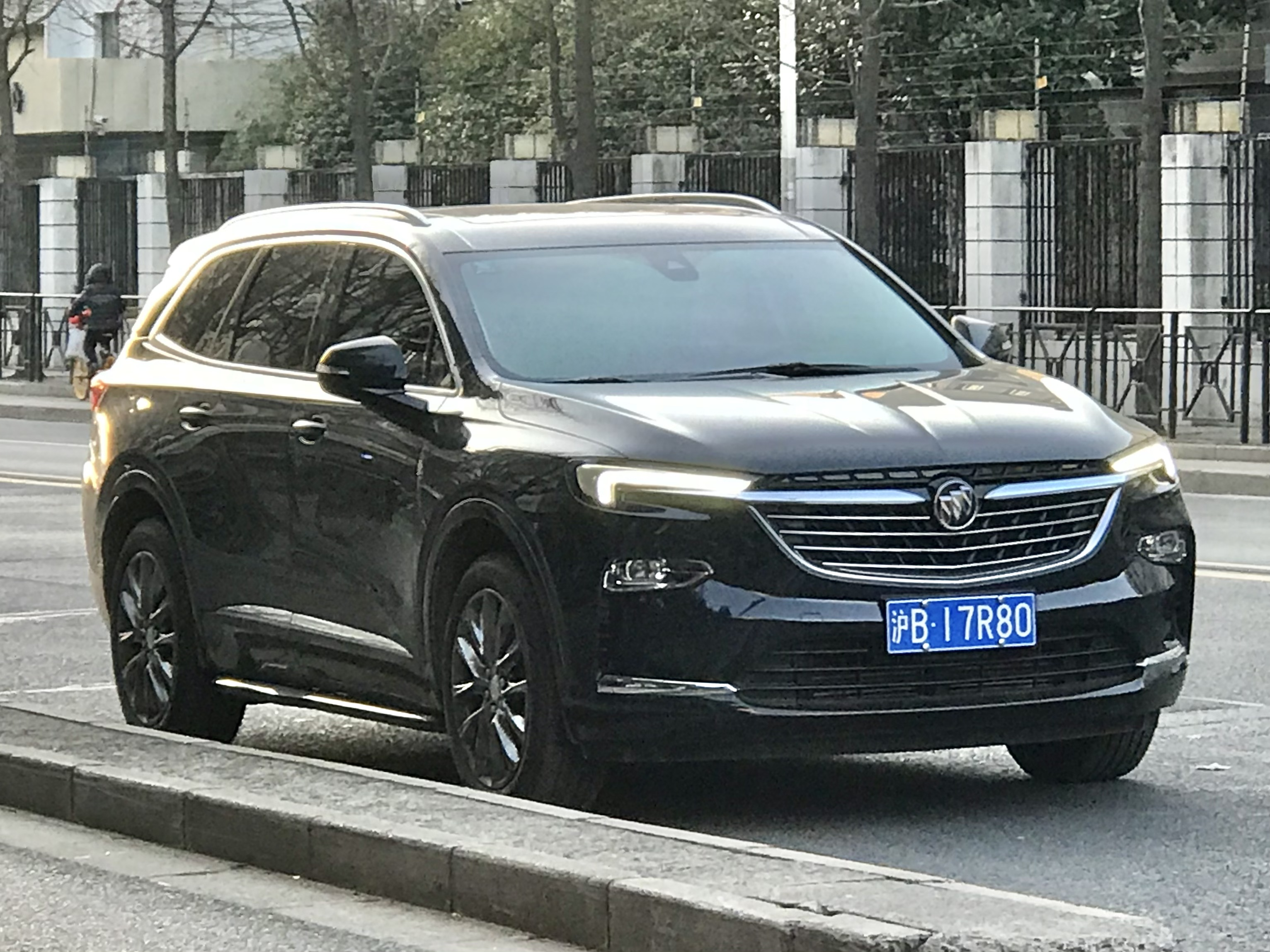
Buick Enlave (Китай)

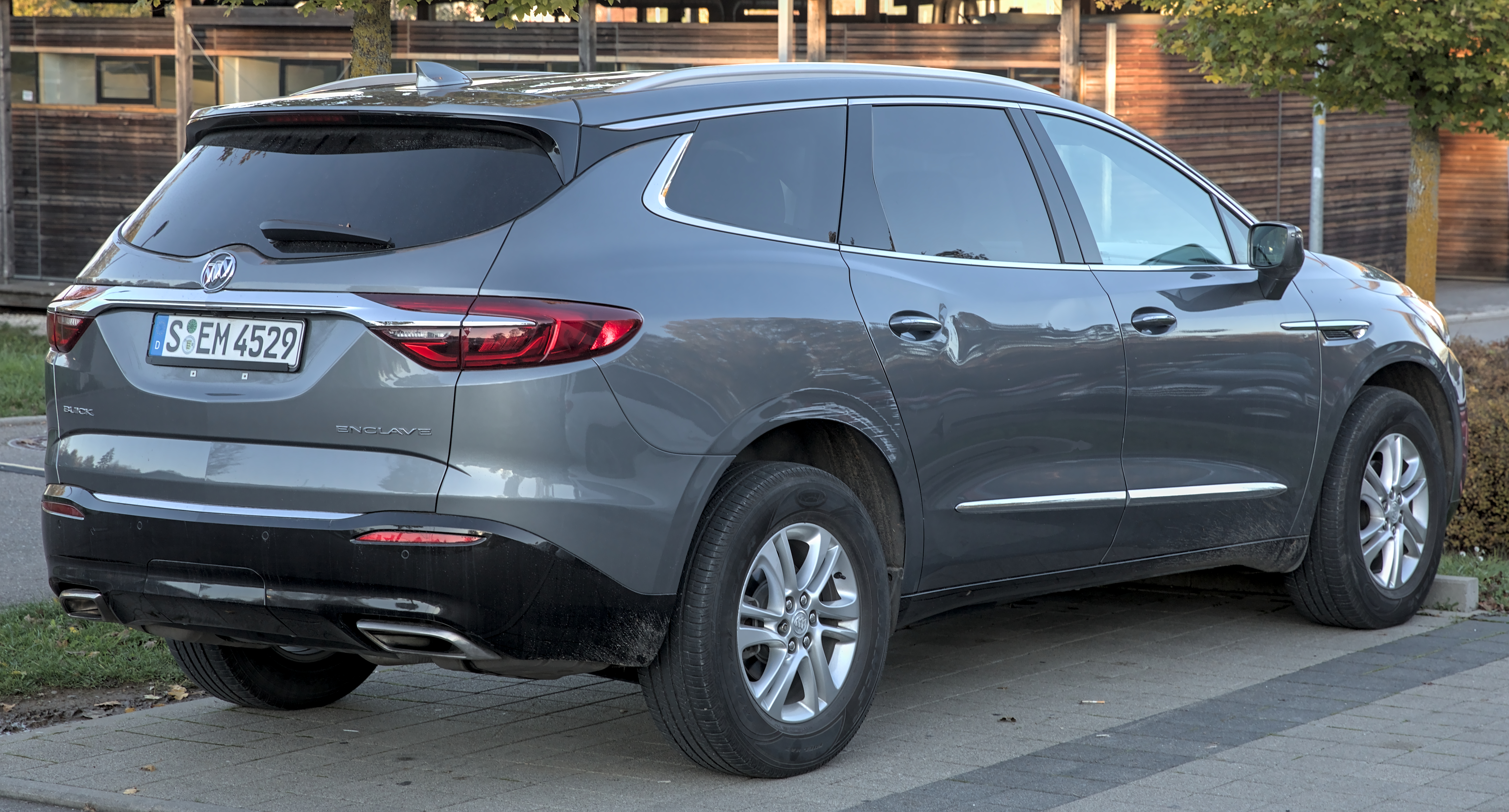
Buick Enclave ІІ (2017-2021)

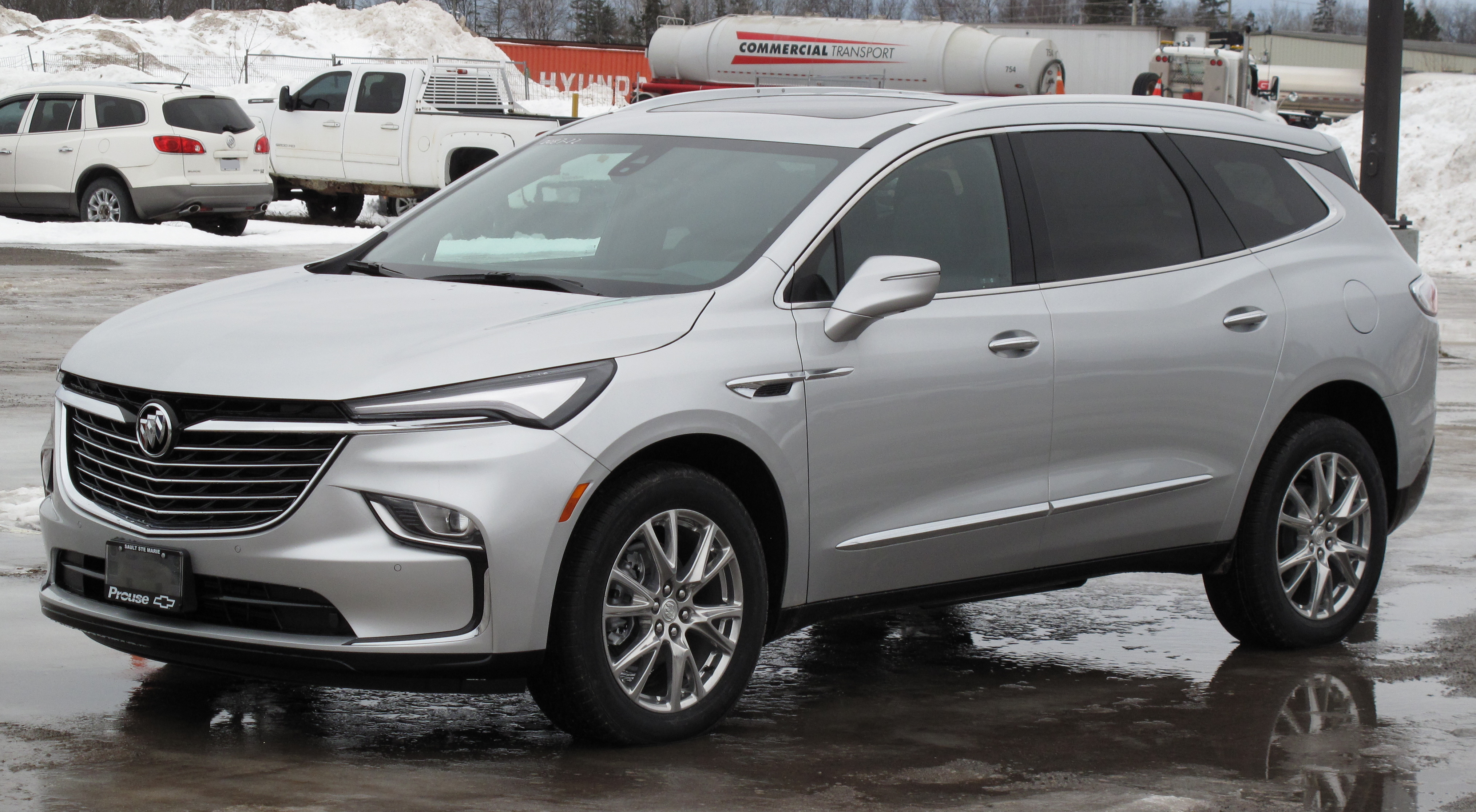
Buick Enclave ІІ (з 2022)

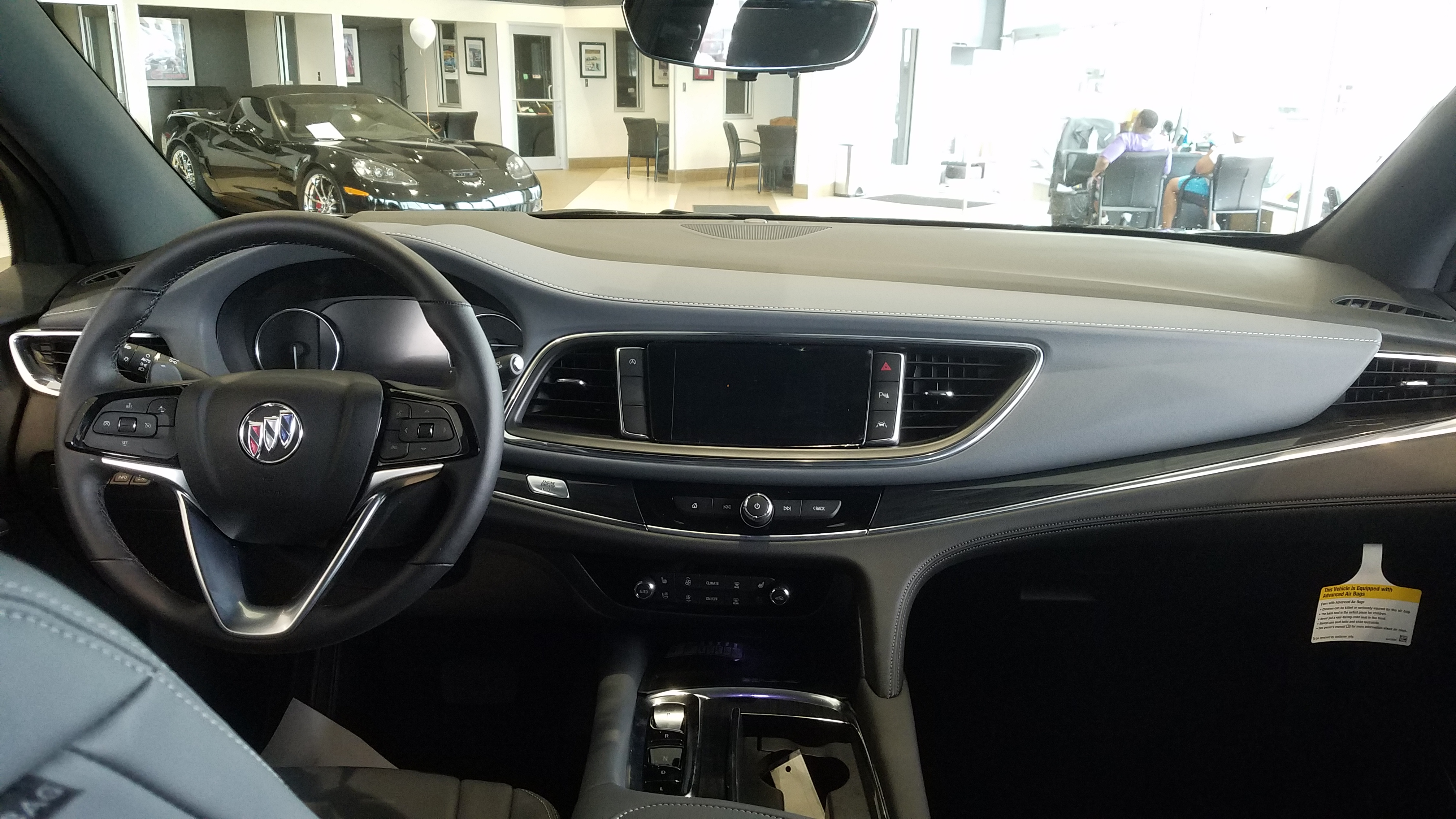

На автосалоні в Нью-Йорку 2017 року дебютував Buick Enclave другого покоління, збудований на платформі C1XX. Автомобіль отримав новий кузов завдовжки 5190 мм і двигуни 3,6 л LFY V6 потужністю 308 к.с., крутним моментом 351 Нм, що працює в парі з 9-ст. АКПП та переднім або повним приводом. Buick Enclave розганяється до 100 км/год за 5,15 с. Передньопривідний позашляховик витрачає 10.7 л/100 км, повнопривідний - 11.2 л/100 км. Автомобіль отримав фари D-Optic з природним денним світлом.
Функції безпеки позашляховика 2020 року вражають: він отримав три роки або 57.936 км пробігу базової гарантії та п’ять років або 96.560 км пробігу гарантії на силовий агрегат. Машина Buick Enclave має високий рейтинг надійності і безпеки. Добре вона себе показала в ході краш-тестів. Єдиними стандартними елементами безпеки, між тим, стали задні сенсори паркування і камера заднього виду. Перелік доступних систем і функцій куди ширший. Так, можна розраховувати на допомогу руху по смузі, попередження про виїзд за межі смуги руху, моніторинг сліпих зон, попередження про перехресний рух позаду, передні сенсори паркування, попередження про можливе зіткнення, виявлення пішоходів, автоматичне екстрене гальмування на низьких швидкостях, екстрене гальмування на високих швидкостях, систему камер навколишнього бачення, функцію контролю дистанції, адаптивний круїз-контроль і автоматичне дальнє світло.
Інформаційно-розважальна система Buick Enclave пропонує Apple CarPlay та Android Auto, точку доступу Wi-Fi, навігацію та можливість голосового управління. Позашляховик вміщує до 668 л багажу за третім рядом. Максимальний вантажний об'єм Enclave складає 2758 л.

### Китай
22 жовтня 2019 року Buick представив Enclave на китайському ринку. Це версія Enclave використовує платформу GM C1 з короткою колісною базою. Він надійшов у продаж у цьому регіоні наприкінці 2019 року. Хоча він має подібні функції, як повнорозмірний північноамериканський GM C1, китайська версія коротша, дизайн відрізняється від аналога; не планується робити його доступним у Північній Америці. Бюїк планував назвати китайську версію "Envoy" (ім'я, яке раніше використовувалось на позашляховиках середнього розміру GMC у Північній Америці з 1998 по 2007 рік), але замість цього використав ім'я Enclave.

### Двигун
- 2.0 л LSY I4 233 к.с. (Китай)
- 3.6 л LFY V6 308 к.с.

## Третє покоління (з 2025)

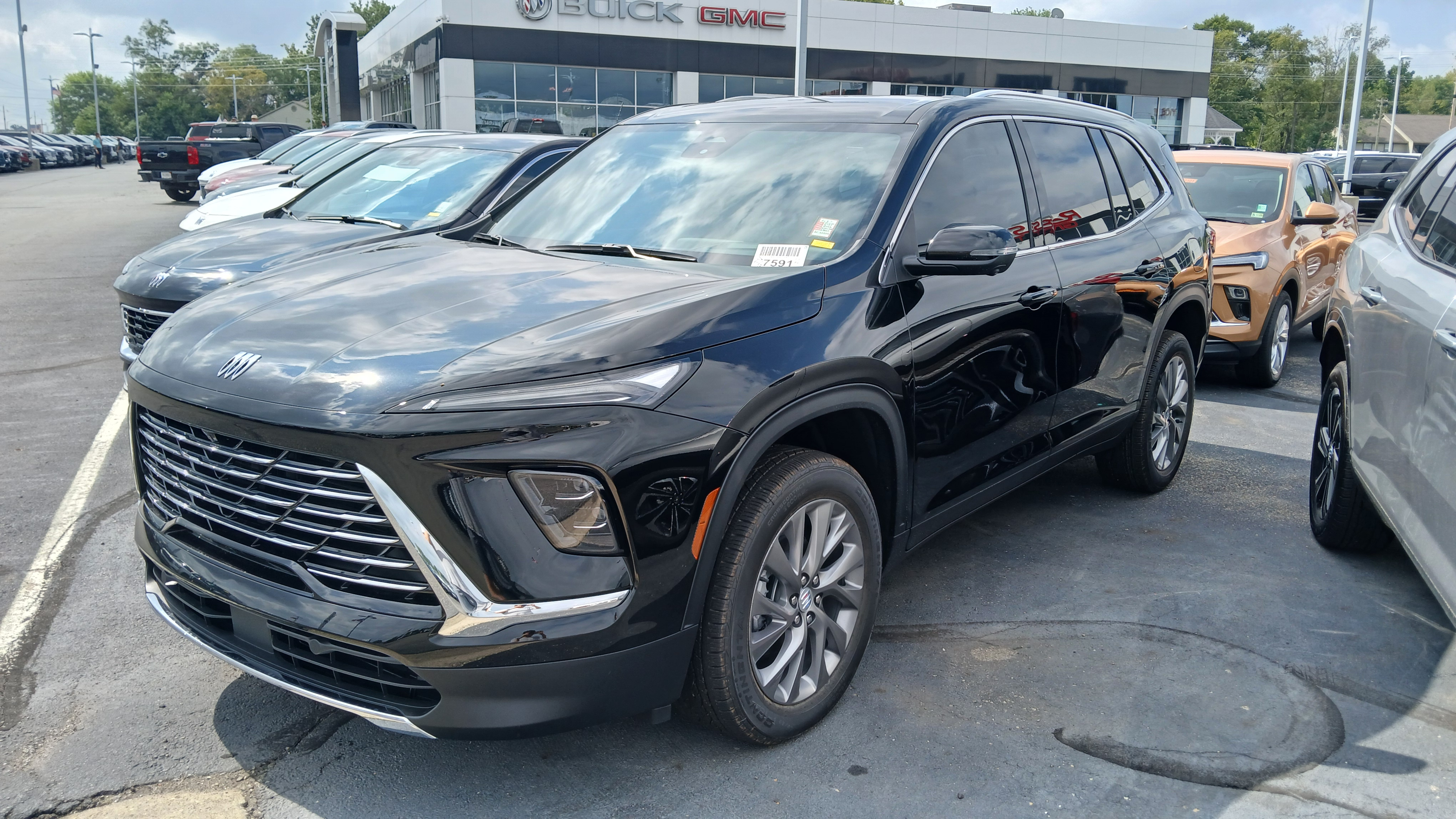
Buick Enclave III (з 2025)

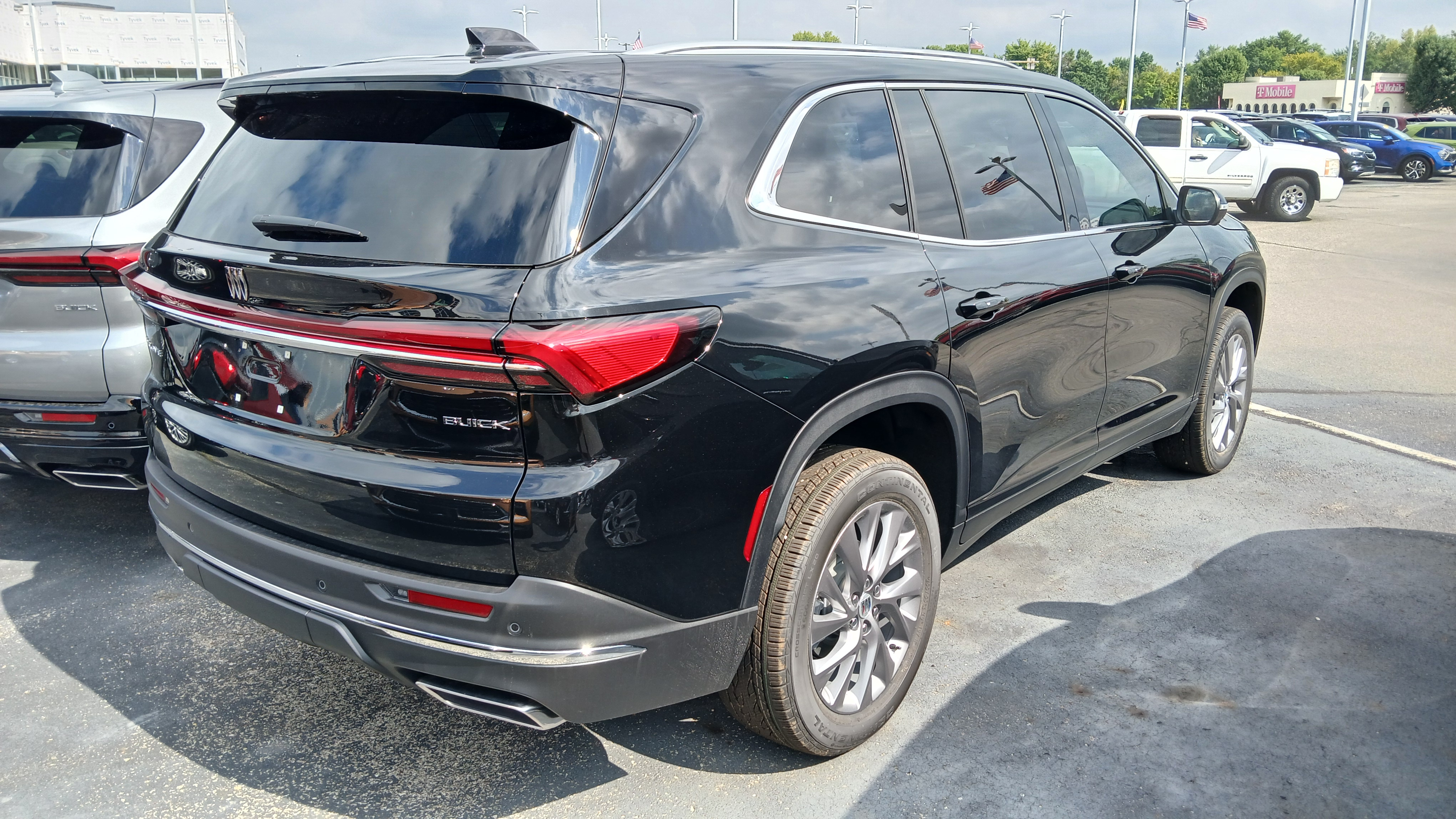

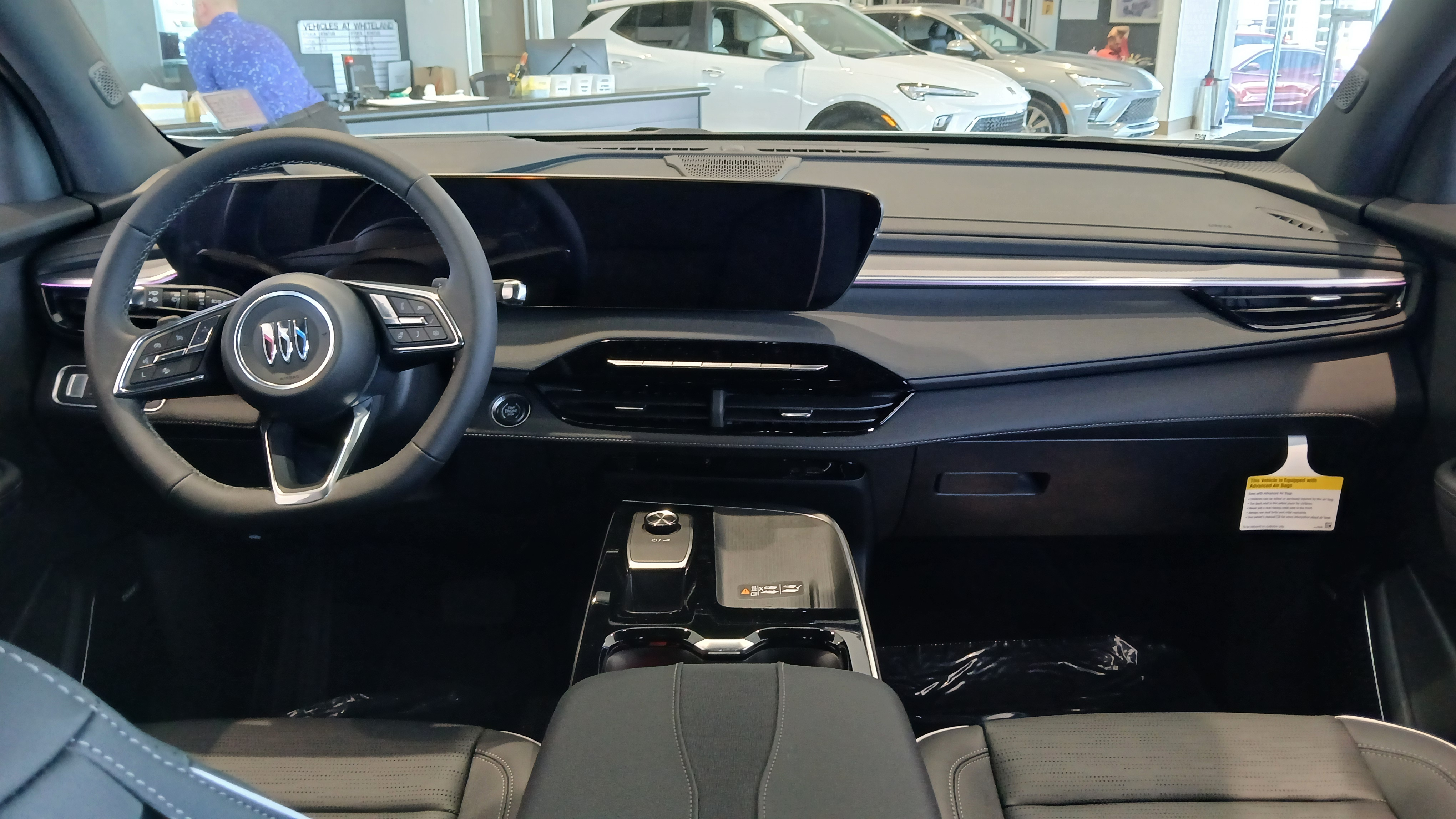

General Motors представила третє покоління Enclave 9 квітня 2024 року, воно буде доступне в трьох комплектаціях: Preferred, Sport Touring і Avenir. 
Зовнішній вигляд Enclave був натхненний концепт-каром Buick Wildcat EV . Enclave оснащений фірмовими світлодіодними ДХО з крильцями, світлодіодними фарами у вигляді галочки та світлодіодними задніми ліхтарями повної ширини автомобіля. На оздобленні Avenir є функція анімації підсвічування. 
В інтер’єрі розташована плаваюча центральна консоль із надшироким 30-дюймовим дисплеєм для панелі приладів і сенсорного екрану інформаційно-розважальної системи – найбільший екран у своєму класі. 
Enclave є першим продуктом Buick, який оснащений розширеною системою допомоги водієві Super Cruise hands free (ADAS), яка включає в себе систему допомоги водієві, покращену систему автоматичної допомоги при паркуванні та цифрове дзеркало з камерою заднього виду (на комплектації Avenir). 
Усі комплектації Enclave оснащені 2,5-літровим рядним чотирициліндровим бензиновим двигуном із турбонаддувом, потужністю 328 к.с. (245 кВт) і крутним моментом 442 Н⋅м у поєднанні з 8-ступінчастою автоматичною коробкою передач.  

### Двигун
- 2.5 л LK0 турбо I4 325 к.с.

## Продажі в США
| Календарний рік | Продажі |
| --------------- | ------- |
| 2007            | 29,286  |
| 2008            | 44,706  |
| 2009            | 43,150  |
| 2010            | 55,426  |
| 2011            | 58,392  |